# Retie
Retie este o comună din regiunea Flandra din Belgia. Suprafața totală a comunei este de 48,39 km². La 1 ianuarie 2008 comuna avea 10.545 locuitori.
Retie se învecinează cu comunele Oud-Turnhout, Arendonk, Kasterlee, Geel, Mol și Dessel.